# エフエムジャイゴウェーブ
株式会社エフエムジャイゴウェーブ（FM JAIGO WAVE）は、青森県南津軽郡田舎館村、弘前市、黒石市、平川市、南津軽郡藤崎町の各一部地域を放送対象地域として超短波放送（FM放送）をしていた特定地上基幹放送事業者である。
エフエムジャイゴウェーブそのままの愛称でコミュニティ放送をしていた。 

## 概要
2000年（平成12年）開局。
県内ではビーエフエム（八戸市）に次いで3局目、全国では初の村のコミュニティ放送局である。「ジャイゴ」とは津軽弁で「田舎」を意味する。
出資比率から田舎館村の第三セクターである株式会社アイナックがマスメディア集中排除原則にいう支配関係にある。
登記上の本社は田舎館村畑中の田舎館村商工会内にある。実質的な本社でもある演奏所（スタジオ）は田舎館村高樋の道の駅いなかだてにあり、道の駅内のレストランなども併営していた（閉局とともに、レストラン事業も廃止）。
送信所は田舎館村諏訪堂の田舎館村上水道配水場にあり、放送局（現・特定地上基幹放送局）の呼出符号はJOZZ2AQ-FM、呼出名称はエフエムジャイゴウェーブ、周波数76.3MHz、空中線電力20Wで放送区域は田舎館村、弘前市、黒石市、藤崎町、尾上町（現・平川市）、常盤村（同前）の各一部地域。
- 受信エリアは、田舎館村と藤崎町（旧常盤村）､弘前市・黒石市・平川市（旧尾上町）の市街地､青森市（旧浪岡町・岩木町）・板柳町の各一部で、聴取可能世帯数は約18,000世帯[6]と称している。

24時間放送をしており、自社制作番組以外の時間はミュージックバードの番組などを放送する。ミュージックバードではコミュニティチャンネルのほか、一部時間はKAYO&ENKAチャンネルの番組も放送。
津軽新報（本社黒石市）のラテ欄には、番組表が掲載されていた（局名は「FMジャイゴ」と略記）。
田舎館村とは「災害時における放送要請に関する協定書」を締結していた。
2025年（令和7年）1月27日の役員会、同年2月20日の臨時株主総会でレストラン事業と共にラジオ事業が廃止することが決定され、同3月28日に閉局。

## 沿革
- 1998年（平成10年）
  - 8月3日 - 有限会社インサイド弥生設立[3]
- 1999年（平成11年）
  - 3月16日 - 有限会社インサイド弥生を改組・改称し株式会社エフエムジャイゴウェーブ設立[3]
  - 9月14日 - 無線局免許申請及び受理[9]
  - 11月12日 - 放送局の予備免許取得[9][10]
  - 12月17日 - 試験電波発射開始[9]
  - 12月27日 - 放送局の免許取得[5][11]
- 2000年（平成12年）
  - 1月1日 - 午前0時開局[12][11]
- 2012年（平成24年）
  - 4月1日 - 田舎館村と「災害時における放送要請に関する協定書」を締結[7]
- 2025年（令和7年）
  - 3月28日 - 閉局[4][8]。

## 主な番組
- ラジドキ（月曜 - 木曜 10:00 - 14:00）
- じゃい金（金曜 10:00 - 15:00）
- か･さ･す（日曜 21:00 - 22:00、再放送 日曜深夜 2:00 - 3:00）
- ゆりとけんじの演歌旅（毎月第1水曜 14:00 - 15:00）
- あれこれ、はれじ（月曜 14:00 - 15:00）
- ダイナミックエアプレイ（月曜 21:00 - 22:00）
- つれづれ川柳（毎月第1火曜 21:00 - 21:30）
- 虹をかけちゃえ(毎月第2火曜 21:00 - 21:30）
- ROCKBANDEntremers-アントルメ-スイーツなひととき。（毎月第3火曜  21:00 - 21:30）
- YongSong～洋楽～（毎月第4火曜 21:00 - 21:30）
- ビッグアーティストスペシャル（第5火曜、第1木曜 21:00 - 21:30、第5木曜 21:30 - 22:00）
- 懐かしいフォークソングをもう一度（2週交代で放送 21:30 - 22:00）
- ミュージックブレンド（2週交代で放送 21:30 - 22:00）
- ラジオDEホイドーズ（毎月第2木曜 21:30 - 22:00）
- お気楽ラシック（毎月第3木曜 21:30 - 22:00）
- loveaomori project（毎月第4木曜 21:30）
- マイフェイバリットスイングス（毎週金曜 21:00 - 22:00）※深夜2:00から再放送
- ツリばっちゃと仲間たち（毎週日曜 10:00 - 10:30）
- 週間じゃいご～暮らしの情報タイム（毎週土曜 9:00 - 10:00、再放送 土曜 15:00 - 16:00）
- 演歌と歌謡の時間（月曜 - 金曜 9:00 - 10:00、土曜 8:00 - 9:00）
- リメンバーミュージック（月曜 - 金曜 8:00 - 9:00、17:00 - 18:00）[13]

## 過去の番組
- グッドモーニングジャイゴ (月曜 - 金曜 7:00 - 9:00）
- おはよう!モーニング（月曜 - 金曜 7:00 - 9:00）
- お昼はともだち"マギー&アンディー"（月曜 - 金曜11:00-13:00)
- お昼をキャッチ!昼生ラジオ76.3（月曜 - 木曜 11:00 - 14:00）
- JAI-5（ジャイ-5、月曜 - 金曜16:00 - 18:00）
- SUNSET FM STATION （月曜 - 金曜 16:00 - 18:00）

## 他地域CFM局制作の番組
- K・Sスタジオ（コミュニティエフエム下関制作）
- 板橋かずゆきのミュージック・ベジタブル（エフエムむつ制作）